# Miękinia (gemeente)
De gemeente Miękinia is een landgemeente in het Poolse woiwodschap Neder-Silezië, in powiat Średzki (Neder-Silezië).
De zetel van de gemeente is in Miękinia.

## Oppervlakte gegevens
De gemeente heeft een oppervlakte van 179,48 km², in tym:
- agrarisch gebied: 69%
- bossen: 17%

De gemeente beslaat 25,49% van de totale oppervlakte van de powiat.

## Demografie
Stand op 30 juni 2006:
| Omschrijving                   | Totaal | Totaal | Vrouwen | Vrouwen | Mannen | Mannen |
| ------------------------------ | ------ | ------ | ------- | ------- | ------ | ------ |
| eenheid                        | aantal | %      | aantal  | %       | aantal | %      |
| inwoners                       | 11 635 | 100    | 5886    | 50,6    | 5749   | 49,4   |
| bevolkingsdichtheid (inw./km²) | 64,8   | 64,8   | 32,8    | 32,8    | 32,0   | 32,0   |

In 2002 bedroeg het gemiddelde inkomen per inwoner 1318,95 zł.

## Administratieve plaatsen (sołectwo)
Białków, Błonie, Brzezina, Brzezinka Średzka, Czerna, Gałów, Głoska, Gosławice, Kadłub, Krępice, Księginice, Lenartowice, Lubiatów, Lutynia (gekend onder de Duitse naam vanwege de Slag bij Leuthen), Łowęcice, Miękinia, Mrozów, Pisarzowice, Prężyce, Radakowice, Wilkostów, Wilkszyn, Wojnowice, Wróblowice, Zabór Wielki, Zakrzyce, Źródła, Żurawiniec.

## Aangrenzende gemeenten
Brzeg Dolny, Kąty Wrocławskie, Kostomłoty, Oborniki Śląskie, Środa Śląska, Wrocław